# Wkręt

Łby wkrętów

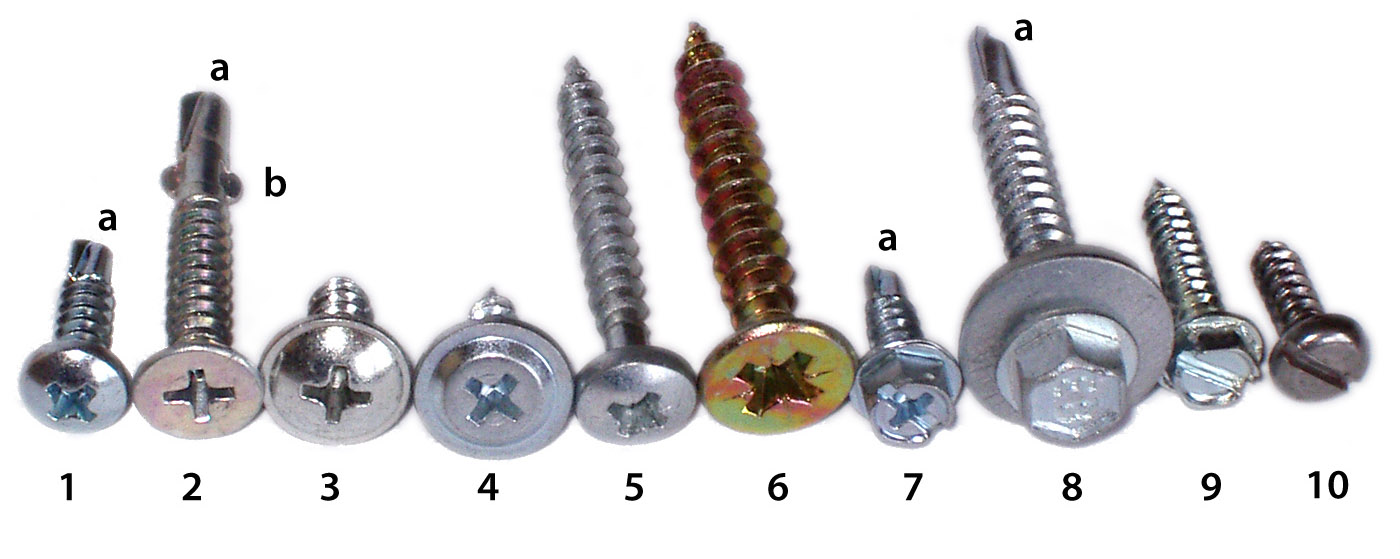
Typy wkrętów:
1. blachowkręt samowiertny, łeb z nacięciem PH
2. wkręt samowiertny do materiałów warstwowych, łeb z nacięciem PH
3. wkręt montażowy, łeb z nacięciem PH
4. wkręt montażowy samowiertny, łeb z nacięciem PH
5. wkręt montażowy, łeb z nacięciem PZ
6. wkręt do drewna, łeb z nacięciem PZ
7. wkręt montażowy, łeb sześciokątny z nacięciem PH i prostym
8. wkręt samowiertny do pokryć blacharskich, z uszczelką, łeb sześciokątny
9. wkręt montażowy, łeb sześciokątny z nacięciem prostym
10. blachowkręt nierdzewny, łeb z nacięciem prostym
a) końcówka samowiertna
b) skrzydełka rozwiercające miękki materiał.

Wkręt – gwintowany trzpień, zwykle o kształcie lekko stożkowym, stanowiący łącznik w połączeniu gwintowym. Prawie wszystkie wkręty mają łeb, przeważnie z nacięciem (najczęściej prostym lub krzyżowym). Gwinty wkrętów często nie są znormalizowane (czyli mogą mieć dowolny skok, w zależności od zastosowania). 
Alternatywą wkręta w połączeniu gwintowym jest śruba, różniąca się od wkręta sposobem utwierdzenia (typowo rozumiana śruba potrzebuje nakrętki, wkręt natomiast nie).
Łby wkrętów mogą mieć kształt:
a) walcowy płaski
b) walcowy soczewkowy
c) stożkowy płaski
d) stożkowy soczewkowy
e) kulisty.
Nacięcie w łbie wkręta pod wkrętak może być:
g) proste
h) krzyżowe (phillips, pozidriv)
i) kwadratowe
j) sześciokątne (imbusowe)
k) ośmiokątne
l) gwiazdkowe (torx)
m) trójramienne (tri-wing).